# Páni z Lusignanu
Páni z Lusignanu byli příslušníci stejnojmenného rodu, majitelé hradu Lusignan až do roku 1308, kdy jej Jolanda z Lusignanu prodala francouzské koruně.

## Seznam pánů z Lusignanu
??? : Hugo I., pán z Lusignanu
???-967 : Hugo II. († 967), pán z Lusignanu
967-??? : Hugo III., pán z Lusignanu
Arsenda
???-??? : Hugo IV., pán z Lusignanu
Aldiarda z Thouars
???-1060 : Hugo V. († 1060), pán z Lusignanu
Almodis z la Marche
1060-1102 : Hugo VI. ďábel, pán z Lusignanu a hrabě z la Marche
Ildegarda z Thouars
1102-1151 : Hugo VII., pán z Lusignanu a hrabě z la Marche
Sarrasina z Lezay
1151-1172 : Hugo VIII., pán z Lusignanu a hrabě z la Marche
Bourgogne z Rançonu
1172-1219 : Hugo IX. († 1219), pán z Lusignanu, hrabě z la Marche a Angoulême
Agáta z Preuilly
Matylda z Angoulême
1219-1249 : Hugo X. († 1249), pán z Lusignanu, hrabě z la Marche a Angoulême
Isabela z Angoulême
1249-1250 : Hugo XI. († 1250), pán z Lusignanu, hrabě z la Marche a Angoulême
Jolanda Bretaňská
1250-1282 : Hugo XII. († 1282), pán z Lusignanu, hrabě z la Marche a Angoulême
Johana z Fougères
1282-1303 : Hugo XIII. († 1303), pán z Lusignanu, hrabě z la Marche a Angoulême
Beatrix Burgundská
1303-1307 : Guy († 1307), pán z Lusignanu, hrabě z la Marche a Angoulême
1307-1308 : Jolanda z Lusignanu († 1314)